# Saw 4
Série Saw
Saw 3
(2006) Saw 5
(2008)
Pour plus de détails, voir Fiche technique et Distribution.
Saw 4 ou Décadence IV au Québec (Saw IV) est un film d'horreur américano-canadien réalisé par Darren Lynn Bousman, sorti en 2007.
Il est le quatrième film de la série de films Saw et le premier à ne pas être scénarisé par les créateurs du premier opus, Leigh Whannel et James Wan, ces derniers officiant désormais uniquement en tant que producteurs exécutifs. Le scénario est ainsi écrit par Patrick Melton et Marcus Dunstan, embauchés pour l'écriture de trois nouveaux films Saw, de manière à réaliser une deuxième trilogie.
Darren Lynn Bousman poursuit son travail de réalisation après avoir dirigé les deux films précédents. Le film reprend plusieurs acteurs des précédents films, comme Tobin Bell reprend son rôle de Jigsaw, Costas Mandylor, Lyriq Bent et Donnie Wahlberg mais introduit également de nouveaux personnages incarnés par Betsy Russell, Scott Patterson et Athena Karkanis.
Le film reprend l'intrigue à la suite de la mort du personnage de John Kramer dans le précédent film, révélant qu'il avait anticipé sa mort et prévu la continuité de son œuvre. Alors que les policiers Daniel Rigg et Mark Hoffman apprennent la mort de leur collègue Allison Kerry en découvrant son cadavre dans un piège de Jigsaw, ils sont rejoints dans leur enquête par les agents du FBI Peter Strahm et Lindsey Perez, qui suspectent que le tueur en série avait un autre complice qu'Amanda Young. Peu après, Rigg est contraint de participer à un nouveau jeu dont l'objectif est la survie de Hoffman mais aussi de Eric Matthews, porté disparu depuis plusieurs mois.
Le film est un succès commercial, semblable au troisième film, mais reçoit un accueil critique négatif.

## Synopsis
Le film s'ouvre sur l'autopsie de John Kramer par les légistes du Metropolitan Police Department. Après avoir prélevé divers organes du célèbre tueur en série, ils découvrent une cassette enrobée de cire dans son estomac. Le lieutenant Mark Hoffman est prévenu de la découverte et arrive à la morgue pour entendre l'enregistrement, qui promet que « le jeu n'est pas terminé ».
Dans un mausolée, deux hommes nommés Art et Trevor se réveillent enchaînés à un gros treuil. Les paupières de Trevor sont cousues entre elles tout comme les lèvres d'Art rendant ainsi toute communication entre les deux hommes impossible. Lorsque le treuil commence à tourner en les entraînant, Trevor panique et s'attaque à Art qu'il pense être un assaillant, contraignant ce dernier à le tuer pour récupérer la clé pour se libérer sur le collier que portait Trevor. 
La police découvre le corps de Allison Kerry, au grand dam de Daniel Rigg qui ne supporte plus de voir ses collègues tomber les uns après les autres dans leur traque de Jigsaw. Il fait d'ailleurs preuve d'une grande imprudence en se ruant dans la pièce alors encore en cours de sécurisation, ce que Hoffman lui reproche. Après lui avoir ordonné de prendre des congés pour penser à autre chose et d'arrêter de s’accrocher à l'idée qu'Eric Matthews puisse être encore en vie, Hoffman rencontre les agents du FBI Peter Strahm et Lindsey Perez, dont Kelly était l'informateur au sein de la police. Ils déduisent, d'après les informations que la policière leur a donné avant sa mort et la complexité du piège qui l'a tué qu'Amanda Young n'est pas la seule complice de Jigsaw.
Le soir-même, Hoffman est capturé et Rigg assommé à son domicile. Une fois réveillé dans sa baignoire, il apprend par un message de Jigsaw qu'il va devoir participer à un jeu pour se libérer de son obsession de sauver les autres à tout prix et comprendre ce qu'il essaye d'apprendre à ses sujets. L'enjeu n'est ni plus ni moins que la vie de Hoffman mais également de Matthews, captif de Jigsaw depuis plusieurs mois. Il lui donne 90 minutes pour apprendre. Le premier test a lieu dans son propre salon où une femme du nom de Brenda est attachée à une chaise qui la scalpe progressivement. Refusant d'écouter l'ordre de la laisser, il parvient à la libérer mais alors qu'il va chercher de quoi lui apporter les premiers secours, elle l'attaque subitement, le contraignant à la tuer. Il se rend alors compte qu'un message avait averti Brenda que si elle était libérée, il la mettrait en prison pour proxénétisme.
Grâce à une clé de chambre laissée en indice, il se rend à un hôtel détenu par Ivan Landsmann. Une fois dans la chambre, un message lui ordonne de faire passer un test à Ivan. Alors qu'il est parvenu à capturer le gérant, il le force à ouvrir la pièce où se trouve le piège et découvre alors qu'il est un violeur sadique et multirécidiviste. Révolté, il ordonne à Ivan de se mettre en place dans le lit où il a effectué ses atrocités et où a été installée la machine pour le test. Ce dernier a alors le choix : se crever les yeux ou être sauvagement démembré. Il ne parvient toutefois pas à se résoudre à perdre son deuxième œil, provoquant sa mort. 
Avec un nouvel indice laissé, Rigg part ensuite à l'école où avait eu lieu quelques jours plus tôt le piège de Trevor, où il trouve empalés ensemble Morgan et son mari Rex, auquel Rigg avait été confronté autrefois en raison des soupçons de maltraitances sur sa fille Jane. À la suite d'un coup de sang dû à une provocation, Rigg avait violemment frappé Rex et n'avait dû son salut de carrière qu'à une déclaration mensongère sous serment de Hoffman pour le couvrir. Morgan a été contrainte de choisir entre retirer les tiges lui traversant le corps, ce qui tuerait son mari abusif dont les artères principales étaient traversées, ou rester clouée à lui et mourir. Morgan reprend connaissance devant Rigg qui lui retire la dernière tige avant de lui donner les clés pour se libérer de son harnais en lui expliquant qu'elle doit se sauver elle-même. Une fois en possession de l'indice lui indiquant le lieu de sa dernière épreuve, il quitte les lieux après avoir déclenché l'alarme incendie pour prévenir les secours.
De leur côté, Strahm et Perez ont suivi le chemin de Rigg et découvert les différents corps, tout en faisant des allers-retours avec la salle d'interrogatoire où se trouve Jill Tuck, l'ex-femme de Jigsaw, qui leur apprend comment il est devenu ce qu'il est à la suite de la perte in-utero de leur fils Gideon après une agression de Cecil, un toxicomane habitué de la clinique de Jill. Cecil avait par ailleurs été la première victime de John. Autre élément : Jill, ainsi que toutes les victimes croisées par Rigg avaient le même avocat : Art Blank, qui était également le partenaire de John dans un projet immobilier d'usine de conditionnement de viande.
Arrivés à l'école, les deux profilers fouillent les lieux et découvre une pièce avec le pantin ventriloque de Jigsaw et une cassette adressée à Perez qui l'informe que Strahm prendra bientôt la vie d'un innocent avant de chuchoter. Voulant écouter, Perez se rapproche du pantin dont la tête explose subitement avec un shrapnel. Elle est alors évacuée vers l'hôpital dans un état critique. Strahm finit par deviner le lieu où se rend Rigg grâce aux multiples indices laissées sur les scènes de crimes : l'usine de conditionnement de viande créée par John Kramer, qui partage le même nom que son fils Gideon, et dont les parts de la société immobilière ont été données à Jill.
Strahm arrive sur place peu de temps après Rigg, qui s'approche de son ultime épreuve : une salle où se trouvent Art, Matthews et Hoffman. L'avocat surveille les deux détectives, chacun d'un côté d'une balance géante : Matthews se tient sur un bloc de glace et est enchaîné autour de son cou, tandis qu'Hoffman est attaché sur une chaise avec une électrode au niveau de ses pieds. Si Matthews tombe de la glace, il sera pendu et l'absence de son contre-poids fera alors basculer Hoffman dans l'eau, l'électrocutant. Au long de la soirée, Matthews manque à plusieurs reprises de craquer et de mettre fin à ses jours après des mois de détention. Mais alors que le compte-à-rebours de Rigg est presque épuisé : ils se rendent compte avec horreur que si quelqu'un ouvre la porte de la pièce, la tête de Matthews sera écrasée entre deux blocs de glace et Hoffman mourra avec lui. Art sort alors un bouton et les informe qu'une fois le temps écoulé, cela les libèrera tous.
Rigg arrive alors et, malgré les avertissements de Eric, tente d'ouvrir la porte, ne laissant pas d'autre choix au policier affaibli de tirer sur son collègue pour l'en empêcher, en vain. Les blocs de glace sont libérés et tuent Matthews dont le corps chute à terre, faisant rentrer Hoffman en contact avec l'eau, tandis que Rigg abat Art, le pensant être le complice de Jigsaw. Strahm quant à lui, se perd et se retrouve à suivre Jeff Denlon, révélant que les événements se déroulent en parallèle du film précédent. Il finit par le rejoindre peu de temps après qu'il a tué Jigsaw, mais aveuglé par la colère, Jeff le met en joue, obligeant Strahm à le tuer.
Mortellement blessé, Rigg apprend par la cassette que Art avait sorti juste avant de mourir qu'il a échoué en ne respectant pas les règles et que son obsession a ôté la vie à Matthews et Hoffman. C'est alors que contre toute attente, Hoffman se libère de lui-même indemne de sa chaise et se révèle être le deuxième complice de Jigsaw. Il laisse alors Rigg se vider de son sang et rejoint la pièce où se trouve Strahm et l'enferme avec les corps de Jeff, Lynn Denlon, Amanda et Jigsaw.

## Fiche technique
- Titre original : Saw IV
- Titre français : Saw 4
- Titre québécois : Décadence IV
- Réalisation : Darren Lynn Bousman
- Scénario : Patrick Melton et Marcus Dunstan, d'après une histoire de Patrick Melton, Marcus Dunstan et Thomas Fenton
- Musique : Charlie Clouser
- Direction artistique : Anthony A. Ianni
- Décors : David Hackl
- Costumes : Alex Kavanagh
- Photographie : David A. Armstrong (en)
- Son : Keith Elliott, Andrew Tay et Mark Zsifkovits
- Montage : Kevin Greutert et Brett Sullivan
- Production : Mark Burg, Oren Koules et Gregg Hoffman (en)

Production déléguée : James Wan, Leigh Whannell, Peter Block, Jason Constantine, Daniel J. Heffner et Stacey Testro
Production associée : Troy Begnaud
Coproduction : Greg Copeland
- Sociétés de production[1] : 
  - États-Unis : avec la participation de Twisted Pictures (en)
  - Canada : produit avec l'aide de Ontario Production Services Tax Credit et Canadian Film or Video Production Services Tax Credit
- Société de distribution :
  - États-Unis : Lionsgate
  - Canada : Maple Pictures, Lions Gate Films[2]
  - France : Metropolitan Filmexport[3]
  - Belgique : Les Films de l'Elysée
  - Suisse : Ascot Elite Entertainment Group
- Budget : 10 millions de $[4]
- Pays d'origine :  États-Unis,  Canada
- Langue originale : anglais
- Format[5] : couleur - 35 mm - 1,85:1 (Panavision) - son DTS | Dolby Digital | SDDS | DTS (Dolby 5.1)
- Genre : épouvante-horreur, thriller, policier, mystère, torture porn
- Durée : 93 minutes / 96 minutes (version non censurée director's cut)
- Dates de sortie[6] :
  - États-Unis, Canada : 26 octobre 2007
  - France, Suisse romande : 21 novembre 2007
  - Belgique : 26 décembre 2007
- Classification[7] :
  -  États-Unis : Interdit aux moins de 17 ans (certificat #43854) (R – Restricted) [Note 1].
  -  Canada : Les personnes de moins de 18 ans doivent être accompagnées d'un adulte (18A - 18 Accompaniment).
  -  Québec : 16 ans et plus (16+ / 16 years and over).
  -  France : Interdit aux moins de 16 ans (visa d'exploitation no 119151 délivré le 30 novembre 2007)[8],[9],[Note 2].

## Distribution
- Tobin Bell (VF : Bruno Dubernat ; VQ : Stéphane Rivard) : John Kramer / Jigsaw
- Costas Mandylor (VF : Bertrand Nadler ; VQ : François Trudel) : l'inspecteur Mark Hoffman (en)
- Scott Patterson (VF : Bernard Métraux ; VQ : Louis-Philippe Dandenault) : l'agent spécial Peter Strahm
- Betsy Russell (VF : Emmanuèle Bondeville ; VQ : Mélanie Laberge) : Jill Tuck
- Lyriq Bent (VF : Julien Chatelet ; VQ : Denis Roy) : l'officier Daniel Rigg
- Athena Karkanis (VF : Olivia Dalric ; VQ : Catherine Proulx-Lemay) : l'agent spécial Lindsey Perez
- Justin Louis (VF : Michel Vigné ; VQ : Marc-André Bélanger) : Art (Arthur) Blank
- Simon Reynolds : l'officier Lamanna
- Donnie Wahlberg (VF : Renaud Marx ; VQ : Gilbert Lachance) : l'inspecteur Eric Matthews
- Angus Macfadyen (VF : Maurice Decoster ; VQ : Alain Zouvi) : Jeff Denlon
- Shawnee Smith (VF : Nathalie Karsenti ; VQ : Hélène Mondoux) : Amanda Young
- Bahar Soomekh (VF : Véronique Desmadryl ; VQ : Marika Lhoumeau) : Lynn Denlon
- Dina Meyer : l'inspectrice Allison Kerry
- Mike Realba (VF : Yannick Blivet) : l'inspecteur Fisk
- Marty Adams (en) (VF : Jean-François Aupied ; VQ : Tristan Harvey) : Ivan Landsness
- Sarain Boylan : Brenda
- Billy Otis (VQ : Renaud Paradis) : Cecil Adams
- James Van Patten (VQ : Luis de Cespedes) : Dr Adam Heffner
- Kevin Rushton : Trevor
- Julian Richings : le vagabond
- Kelly Jones : l'officier Pete
- Ingrid Hart (VF : Laura Zichy ; VQ : Geneviève Désilets) : Tracy Rigg
- Niamh Wilson : Corbett Denlon
- Janet Land (en) : Morgan
- Ron Lea (VQ : Benoît Rousseau) : Rex
- Joanne Boland : la photographe de scène de crime
- Tony Nappo (en) : Gus Colyard
- Emmanuelle Vaugier : Addison Corday
- Noam Jenkins : Michael Marks
- Mike Butters : Paul Leahy
- J. Adam Larose : Troy
- Oren Koules : Donnie Greco
- Alison Luther : Jane
- Kim Roberts : l'infirmière Deborah
- Stefan Georgiou : Dylan Denlon (caméo photographique uniquement)

Source : Site officiel de Lionsgate
Version française
- Société de doublage : Dubbing Brothers
- Direction artistique : Danielle Perret
- Adaptation des dialogues : Déborah Perret

Version québécoise
- Société de doublage : Technicolor Services Thomson
- Direction artistique : Nicole Fontaine
- Adaptation des dialogues : Bahia Kennedy

## Musique
Albums de Collectif
Saw III: Original Motion Picture Soundtrack
(2006) Saw IV: Original Motion Picture Score
(2007)
Saw IV: Original Motion Picture Soundtrack est la bande originale de Saw 4. Elle est sortie le 23 octobre 2007 sous le label WEA/Warner Bros. Records.
| 1.  | Payroll (John O Mix)                      | Nitzer Ebb                 |  |
| 2.  | Collapse                                  | Saosin                     |  |
| 3.  | Shame                                     | Drowning Pool              |  |
| 4.  | Tomorrow                                  | Sixx:A.M.                  |  |
| 5.  | Misery Loves Its Company                  | The Red Jumpsuit Apparatus |  |
| 6.  | Eternal Rest                              | Avenged Sevenfold          |  |
| 7.  | Life Is Good                              | Ministry                   |  |
| 8.  | We’rewolf                                 | Every Time I Die           |  |
| 9.  | Trapped                                   | Soulidium                  |  |
| 10. | Better Think Again                        | Submersed                  |  |
| 11. | The offensive                             | From Autumn To Ashes       |  |
| 12. | Spasmolytic (Deftones Remix-Habitual Mix) | Skinny Puppy               |  |
| 13. | Beatcrusher (Dope Stars Inc.)             |                            |  |
| 14. | Dead Is The New Alive                     | Emilie Autumn              |  |
| 15. | Do You Want To Play A Game                | Oxygen                     |  |
| 16. | Crossing The Rubicon                      | The Human Abstract         |  |
| 17. | Dread Prevailed                           | The Red Chord              |  |
| 18. | Thrash Is Back                            | Fueled by Fire             |  |
| 19. | Just Begun                                | Charlie Clouser            |  |

Note : les pistes 6 et 16 ont été enlevées de la version digitale de l‘album, et Just Another Day de Collinz Room est ajoutée.  La chanson I.V. de X Japan, qu'on entend durant le générique de film, n’est pas incluse dans la bande originale, mais elle disponible pour téléchargement gratuitement.
Musique de film
Albums de Charlie Clouser
Saw VI: Original Motion Picture Soundtrack
(2007) Saw V: Original Motion Picture Soundtrack
(2008)
Saw IV: Original Motion Picture Score est la musique de Saw 4. Elle contient au total 63 pistes toutes composées par Charlie Clouser. Cette fois la musique de film n’a pas été distribuée commercialement.
Musique de film originale
1. Autopsy - Charlie Clouser
2. Just Begun - Charlie Clouser
3. Blind/Mute - Charlie Clouser
4. SWAT Hall - Charlie Clouser
5. Karen  - Charlie Clouser
6. Cherish - Charlie Clouser
7. Research - Charlie Clouser
8. It Says... - Charlie Clouser
9. Newspaper - Charlie Clouser
10. Plastic - Charlie Clouser
11. Hello, Rigg - Charlie Clouser
12. Hair Puller -A- - Charlie Clouser
13. Prints - Charlie Clouser
14. Hair Puller -B- - Charlie Clouser
15. Hello, Brenda - Charlie Clouser
16. Icebox - Charlie Clouser
17. Hair Scene - Charlie Clouser
18. SWAT Body - Charlie Clouser
19. Jill Cold - Charlie Clouser
20. Help Them - Charlie Clouser
21. Shivering - Charlie Clouser
22. Room 261 - Charlie Clouser
23. Rigg Pig - Charlie Clouser
24. Mantra - Charlie Clouser
25. Workshop - Charlie Clouser
26. One Step - Charlie Clouser
27. Bed Ripper - Charlie Clouser
28. Teacher - Charlie Clouser
29. Pregnant - Charlie Clouser
30. She Stays - Charlie Clouser
31. Step Back - Charlie Clouser
32. It's Art - Charlie Clouser
33. School Daze - Charlie Clouser
34. Speared - Charlie Clouser
35. Pulling - Charlie Clouser
36. Save Yourself - Charlie Clouser
37. New Game - Charlie Clouser
38. Hello, Perez - Charlie Clouser
39. Recommend - Charlie Clouser
40. Partners - Charlie Clouser
41. Lesson - Charlie Clouser
42. The Tool - Charlie Clouser
43. Knife Face - Charlie Clouser
44. Smash Clock - Charlie Clouser
45. Gideon - Charlie Clouser
46. Better Hope - Charlie Clouser
47. Let Go - Charlie Clouser

Musique de film disponible sur le site de Evolution Music Partners
elle inclut plusieurs remixes
1. Autopsy-Mix1
2. Autopsy-Mix2
3. Just Begun-Mix1
4. Just Begun-Mix2
5. Just Begun-Mix3
6. Just Begun-Mix4
7. Blind/Mute
8. SWAT Hall
9. Karen
10. Cherish
11. Research
12. It Says...
13. Newspaper
14. Plastic
15. Hello, Rigg
16. Hair Puller -A-
17. Prints
18. Prints-Alt
19. Hair Puller -B-
20. Hello, Brenda
21. Icebox
22. Hair Scene
23. SWAT Body
24. Jill Cold
25. Help Them-Mix1
26. Help Them-Mix2
27. Shivering-Mix1
28. Shivering-Mix2
29. Shivering-Alt
30. Room 261
31. Rigg Pig-Mix1
32. Rigg Pig-Mix2
33. Mantra
34. Workshop
35. One Step
36. Bed Ripper
37. Teacher
38. Pregnant-Mix1
39. Pregnant-Mix2
40. She Stays
41. Step Back
42. Step Back-Alt
43. It's Art-Mix1
44. It's Art-Mix2
45. It's Art-Mix3
46. It's Art-Mix4
47. School Daze
48. Speared
49. Pulling
50. Save Yourself
51. New Game
52. New Game-Alt
53. Hello, Perez
54. Recommend
55. Partners
56. Lesson
57. The Tool-Mix1
58. The Tool-Mix2
59. Knife Face
60. Smash Clock
61. Gideon
62. Better Hope
63. Let Go

## Accueil

### Box-office
| Pays ou région     | Box-office      | Date d'arrêt du box-office | Nombre de semaines |
| ------------------ | --------------- | -------------------------- | ------------------ |
| Mondial            | 139 352 633 $   | 21 novembre 2008           | 7                  |
| États-Unis, Canada | 63 300 095 $    | 21 novembre 2008           | 7                  |
| France             | 521 863 entrées | 26 novembre 2008           | 4                  |

- Nombre d'entrées en France : 647 758
- Recettes américain : 63 300 095 $
- Recettes mondiales : 139 352 633 $

## Distinctions
En 2008, Saw 4 a été sélectionné 9 fois dans diverses catégories et a remporté 2 récompenses.

### Récompenses
- Prix BMI du cinéma et de la télévision 2008 : Prix BMI de la meilleure musique de film décerné à Charlie Clouser.
- Prix de la bande-annonce d'or 2008 : Prix de la bande-annonce d’or du Meilleur spot TV d'horreur (Pour "Clown Clignote").

### Nominations
- Guilde canadienne des réalisateurs 2008 :
  - Meilleur montage sonore dans un long métrage pour John Douglas Smith, Tom Bjelic, Mark Gingras, Allan Fung, John Laing et James Robb.
- Prix de la bande-annonce d'or 2008 :
  - Meilleur spot TV d'horreur (Pour Ce qui est sur la bande).
  - Meilleure affiche de film d'horreur (Pour le teaser international).
  - Meilleure affiche de cinéma (Pour Affiche Saw IV - Outils).
  - Meilleure affiche d’un thriller (Pour Affiche Saw IV - Cochon)[14].
- Prix Empire 2008 : Meilleur film d'horreur.
- Prix Scream 2008 : Meilleure suite.

## Anecdotes
- Darren Lynn Bousman refusa d'abord de réaliser le film, voulant faire de Saw une trilogie. David Moreau et Xavier Palud furent alors pressentis pour lui succéder avant qu'il ne soit annoncé finalement de manière officielle en février 2007 comme étant bel et bien le réalisateur.
- Jessica Alba et Goran Višnjić devaient initialement faire partie du casting. Les rumeurs ont été démenties par la production.
- Le tournage a commencé le 16 avril 2007 pour une sortie outre-Atlantique le 26 octobre 2007.
- Lors du Comic-Con 2007, un extrait de Saw 4 a été présenté, montrant dans un funérarium deux personnages (Trevor et Art), enchaînés par le cou l'un à l'autre, avec pour centre un mécanisme qui, lorsqu'il est déclenché, s'enroule sur lui-même et rapproche ainsi les deux prisonniers. Le premier, Trevor, a les yeux cousus, le second, Art, la bouche. Ce dernier aperçoit alors que la clef qui permettrait de déverrouiller le collier est accrochée derrière le cou de son compagnon de cellule…
- C'est le groupe japonais X Japan qui interprète le générique de fin de Saw 4.
- Dina Meyer revient pour jouer son cadavre alors que Shawnee Smith et Emmanuelle Vaugier font un caméo en reprenant leur rôle.